# Kleinbottwar

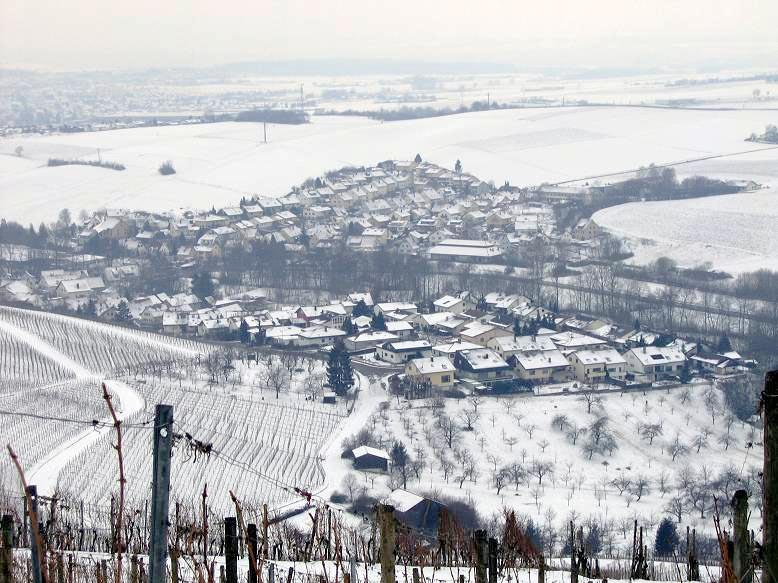
Kleinbottwar

Kleinbottwar ist ein 1971 eingemeindeter Stadtteil von Steinheim an der Murr im Landkreis Ludwigsburg in Baden-Württemberg.

## Geschichte
Kleinbottwar gehörte im Mittelalter verschiedenen Rittergeschlechtern, erst 1805 kam es an Württemberg.

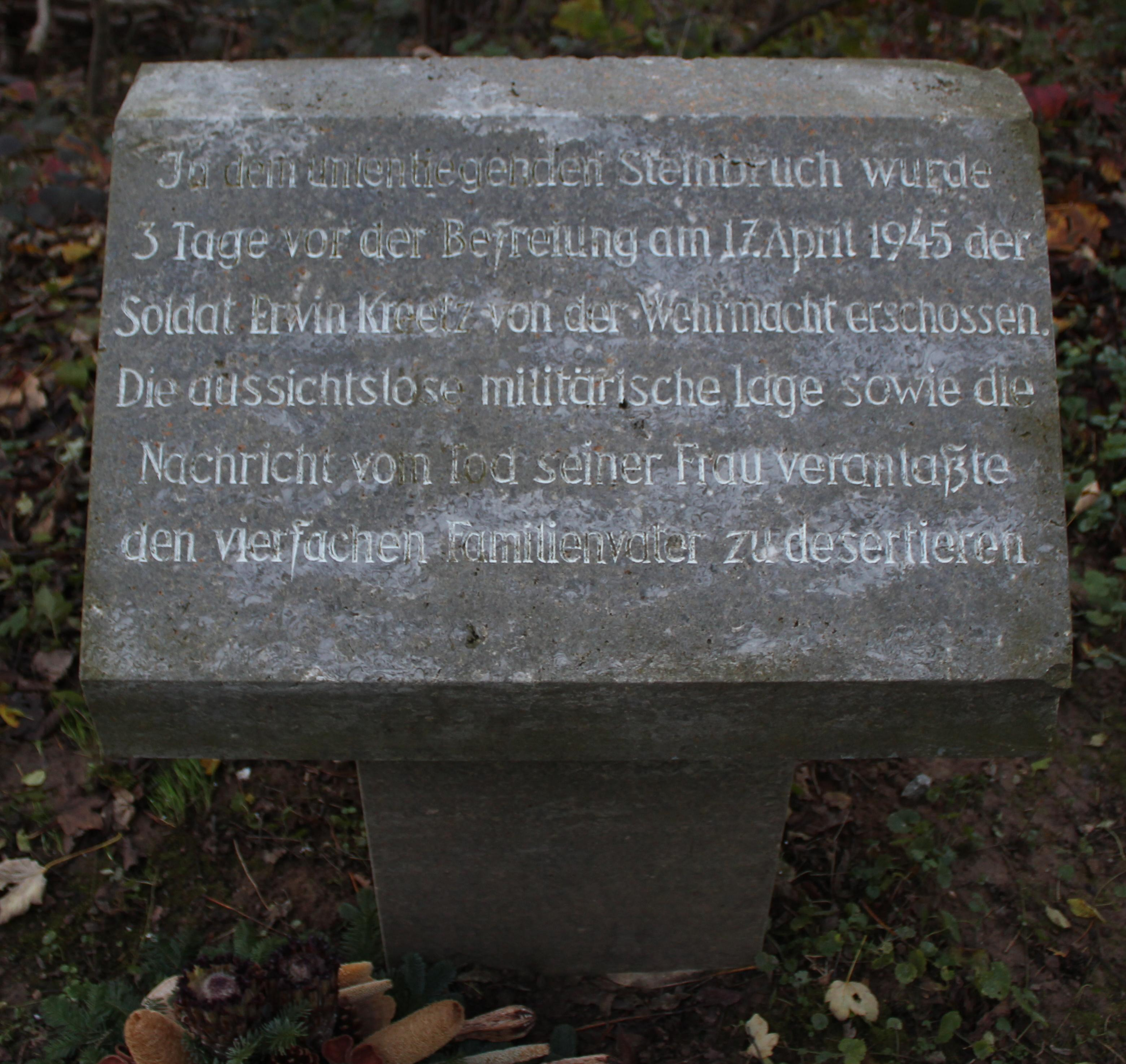
Gedenktafel Erwin Kreetz

Im Steinbruch an der Straße zwischen Steinheim und Kleinbottwar wurde am 17. April 1945 der Soldat Erwin Kreetz als Deserteur exekutiert. Er hatte sich, nachdem ihm mitgeteilt wurde, dass seine Frau bei einem Bombenangriff in Berlin ums Leben gekommen war, von seiner Einheit entfernt, wurde kurze Zeit später ergriffen und drei Tage vor der Befreiung durch die Amerikaner in dem Steinbruch erschossen. Daran erinnert seit 1989 ein Gedenkstein.
Am 1. Dezember 1971 wurde Kleinbottwar nach Steinheim eingemeindet.

## Wappen
Das ehemalige Gemeindewappen Kleinbottwars zeigt in Schwarz das goldene Fleckenzeichen in Form eines Wagenrades mit waagerechter Speiche (eine goldene Felge, darin eine goldene Teilungsspeiche).

## Sehenswürdigkeiten
- Die Burg Schaubeck wurde erstmals 1272 erwähnt und war lange Zeit Sitz der jeweiligen Ortsherren. Über zahlreiche Besitzerwechsel kam die Anlage 1914 an die Familie Graf Adelmann, die dort heute das Weingut Graf Adelmann betreibt.
- Die St.-Georgs-Kirche wurde ab 1491 auf Veranlassung der Herren von Plieningen erbaut und im Jahr 1500 geweiht. Der bedeutendste Kunstschatz der Kirche ist ein spätgotischer Schnitzaltar von Hans Leinberger um 1510/20. Zu den weiteren Kunstschätzen der Kirche zählen ein Sakramentshaus und ein Taufstein aus der Zeit des Kirchenbaus sowie historische Plieninger-Grabmale aus dem 16. Jahrhundert. Unter dem Chor befindet sich außerdem eine alte Gruft, in der bis um 1740 die jeweiligen Ortsherren beigesetzt wurden.

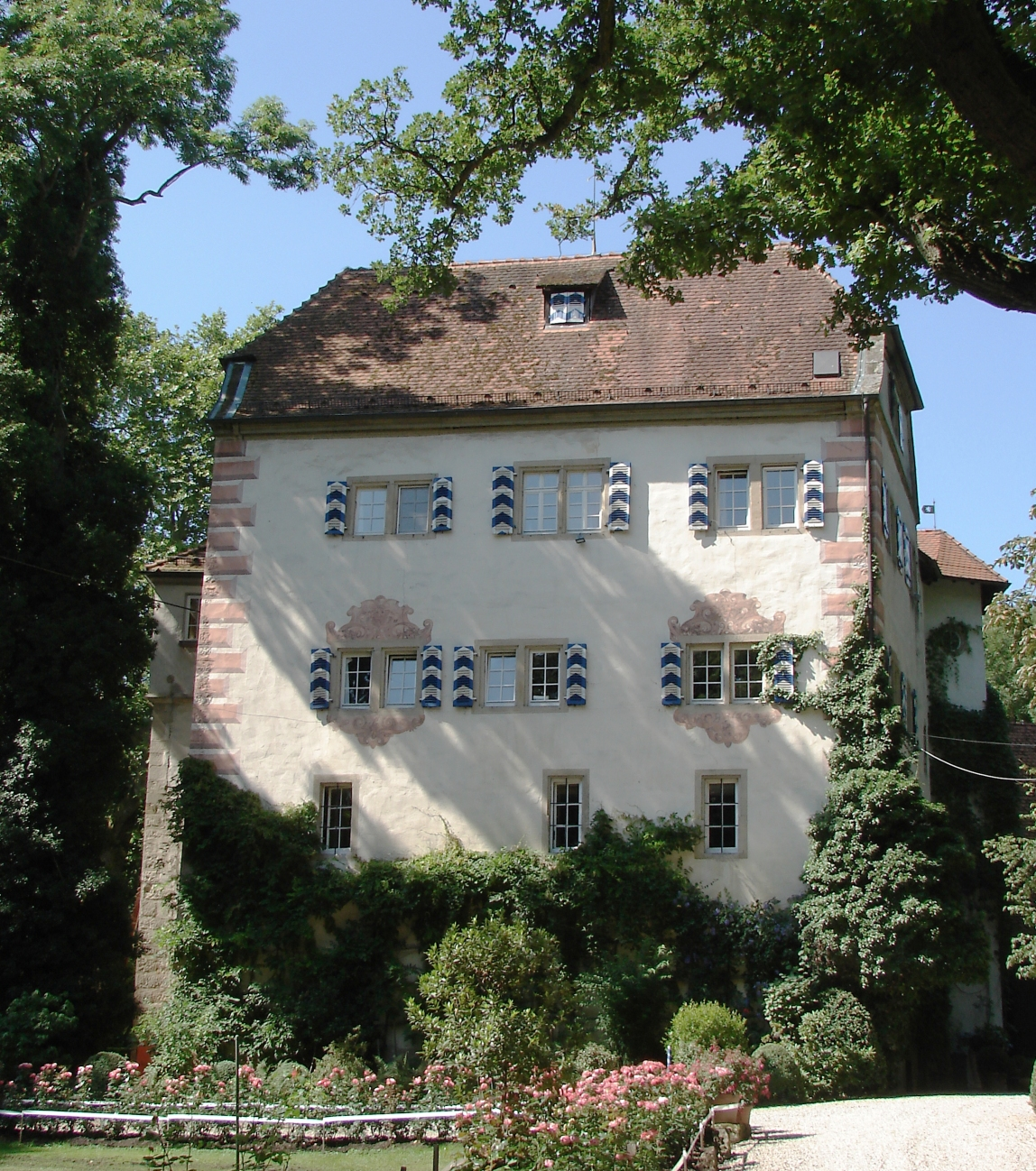
Burg Schaubeck
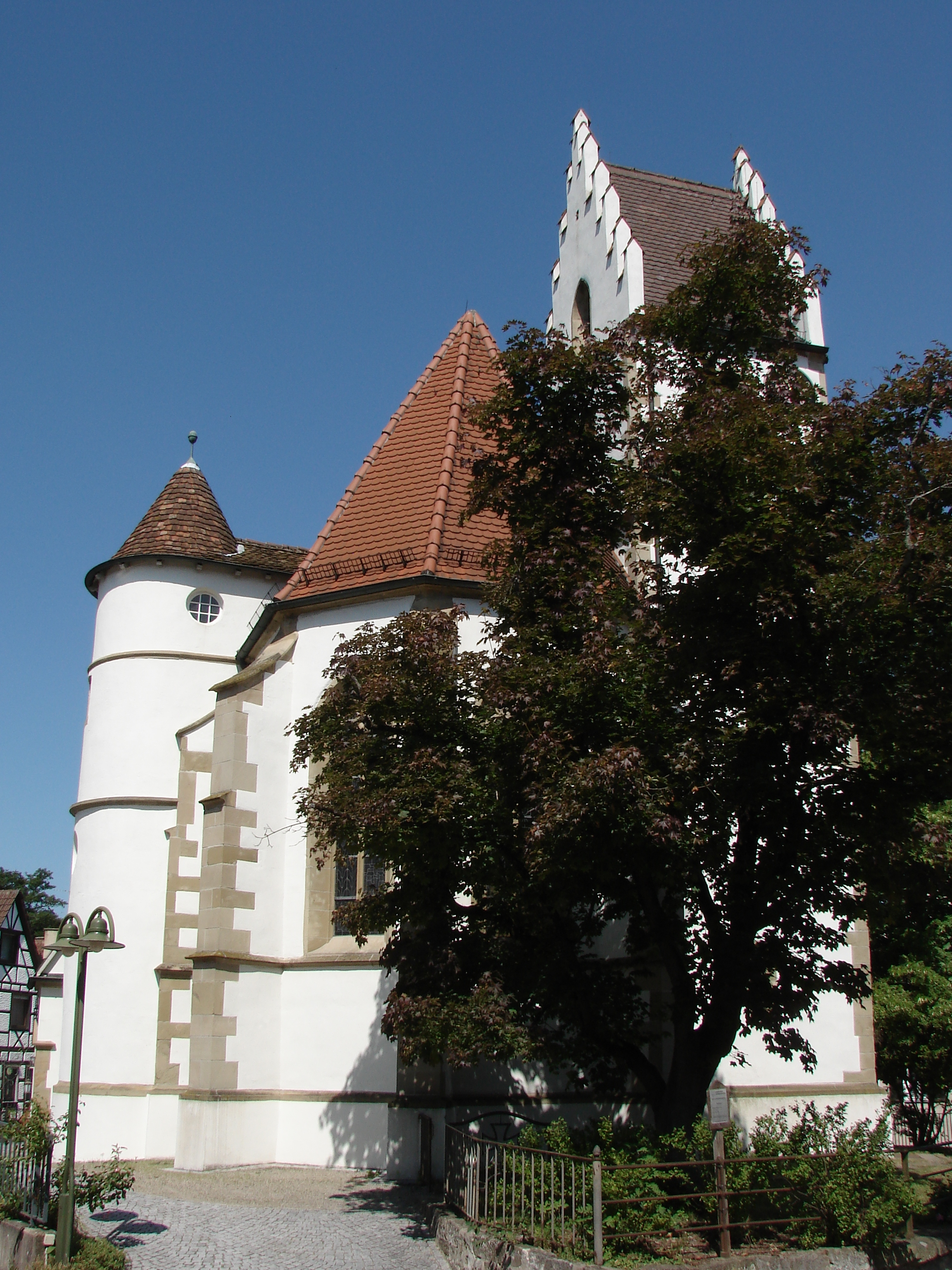
Georgskirche

## Persönlichkeiten
- Dietrich von Plieningen (1453–1520), gelehrter Rat und Mitglied Reichskammergericht, ab 1485 Dorfherr
- Gustav Hermann Zeller (1812–1884), württembergischer Beamter und Naturforscher, geboren in Kleinbottwar
- Eduard Gottlob Zeller (1814–1908), Theologe und Philosoph, geboren in Kleinbottwar
- Paul Aldinger (1869–1944), Theologe und Gründer der Kolonie Hammonia, heute Ibirama, Santa Catarina, Brasilien. Unterstützer der Bekennenden Kirche.
- Eberhard Stilz (* 1949), Jurist und Richter, Präsident des Staatsgerichtshofs für Baden-Württemberg